# L'home que grimpava
L'home que grimpava (angles: The Adventure of the Creeping Man) és un dels 12 contes de Sherlock Holmes d'Arthur Conan Doyle recollits a L'arxiu de Sherlock Holmes (1927). La història es va publicar per primera vegada a The Strand Magazine al Regne Unit i Hearst's International als Estats Units el març de 1923.

## Sinopsi
Un home anomenat Trevor Bennett, el secretari personal d'un professor Presbury, arriba a Holmes amb un problema molt inusual. Està promès amb la filla del professor, Edith, i el professor està compromès amb una jove, Alice Morphy, encara que ell mateix ja té 61 anys. El seu matrimoni imminent no ha causat cap escàndol, però els problemes sembla que han començat més o menys en el moment del compromís. Primer, el professor va marxar de sobte de casa durant quinze dies sense dir a ningú el seu destí, i la família va saber més tard que havia estat a Praga. En tornar, Presbury va prohibir sense precedents al senyor Bennett d'obrir certes cartes segellades. El professor també havia portat una caixa de fusta tallada de Praga i es va enfadar molt amb Bennett per haver-la tocat.
Tota la llar també observa canvis severs en la personalitat de l'home: s'ha tornat furtiu i esquer, amb canvis en els seus estats d'ànim i hàbits, alguns dels quals força estranys, encara que no obstaculitzen les seves funcions. Bennett observa incidents especialment estranys: un, en què va veure el professor arrossegant-se pel vestíbul amb les mans i els peus, i el seu mestre va jurar; i una altra, presenciada per Edith Presbury, que va veure el seu pare a les dues de la matinada a la finestra del seu dormitori, al segon pis.
A més, el llebrer irlandès habitualment fidel del professor ha començat a atacar-lo (Holmes assenyala que això passa a intervals de 9 dies) i ha de ser encadenat a l'exterior.
Holmes i Watson van a la ciutat universitària de Camford per veure el professor. Pretenen que tenen una cita, però el professor veu a través de l'ardit i s'enfada furiós amb la intrusió. Bennett dissuadeix el professor de la violència. Holmes i Watson marxen, Holmes confiant a Watson que la visita li ha ensenyat que la ment del professor és clara i funcional, malgrat el comportament recent. Bennett li diu a Holmes que ha trobat l'adreça de les misterioses cartes. El destinatari és un home anomenat Dorak, un nom centreeuropeu, que encaixa amb el viatge secret del professor a Praga. Holmes descobreix més tard per Mercer, el seu "home d'utilitat general", que Dorak és realment un vell bohemi, que té una gran botiga. Holmes examina la finestra del dormitori de l'Edith i descobreix que l'única manera d'enfilar-s'hi és utilitzant l'enfiladera, inusual per a un home de 61 anys.

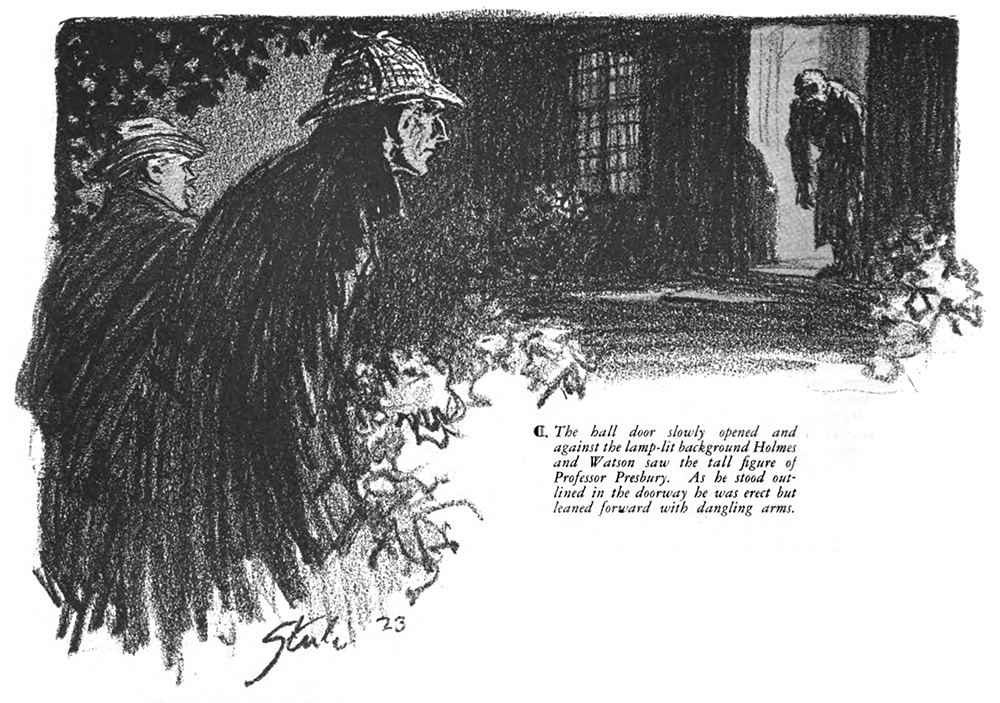
Il·lustració de 1923 de Frederic Dorr Steele

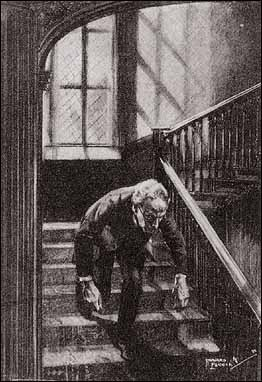
Il·lustració de 1923 a Strand Magazine de Howard Elcock

Holmes forma una teoria que cada 9 dies, el professor Presbury pren alguna droga que provoca un comportament estrany, havent-se convertit en addicte a Praga, i és subministrada per Dorak a Londres . Holmes també s'adona, connectant els artells gruixuts i calents del professor, el seu comportament estrany, els atacs del gos i l'ús de l'enfilada, que el professor s'està comportant com un mico.
Poc després d'haver-se adonat, Holmes i Watson tenen una mostra de primera mà del comportament estrany del professor Presbury. Surt de casa, corre a quatre potes, s'enfila a la rampa i turmenta el gos lligat. Malauradament, el gos llop es solta i ataca el professor. Tots dos, amb l'ajuda del senyor Bennett, treuen el gos del professor, que està greument ferit. Watson i Bennett, també metge, tenen cura de les ferides del professor.
Aleshores, Holmes examina la petita caixa de fusta del professor després d'haver obtingut la clau del propietari inconscient. Contenia una droga, com Holmes esperava, però també una carta d'un home anomenat Lowenstein, un xarlatà. El professor havia buscat els tractaments de rejoveniment de Lowenstein a causa del seu proper matrimoni amb una dona més jove. Els efectes del fàrmac s'expliquen com a conseqüència d'obtenir-se a partir de langurs. Amb la promesa de fer responsable a Lowenstein, Holmes reflexiona sobre les conseqüències d'aquestes drogues i marxa amb Watson.

## Comentaris
David Stuart Davies, que va escriure un epíleg per a "L'arxiu de Sherlock Holmes", comenta que aquesta història "vira cap a la ciència-ficció risible. De fet, hi ha alguna cosa una mica menys científica en aquesta història del que sol ser el cas de l'escriptura de Conan Doyle. Aquesta és una de les quatre històries que es diu que es van forjar "d'impuls" a la novel·la de 1974 de Nicholas Meyer "The Seven-Per-Cent Solution". (Els altres tres també són de "L'arxiu de Sherlock Holmes".)
L'estudiós de la filosofia antiga Jonathan Barnes escriu sobre haver trobat la història quan era nen i trobar-la "una de les investigacions més riques i singulars de la llarga carrera d'Holmes, una opinió que no he tingut cap motiu per canviar... Revisitada a l'edat adulta, la història revela com una paràbola àcida sobre la resistència de la luxúria, un tractament espantós de la pregunta que se li fa a Falstaff mentre Doll Tearsheet es posa de genolls: "No és estrany que el desig sobrevisqui tants anys a l'actuació?". No obstant això, curiosament, persisteix la sensació que hi ha alguna cosa en la narració –amagada, submergida– que el lector no té permès comprendre però que constitueix la font del seu poder."

## Historial de publicacions
"The Adventure of the Creeping Man" es va publicar al Regne Unit a The Strand Magazine el març de 1923, i als Estats Units a Hearst's International el mateix mes. La història es va publicar amb cinc il·lustracions de Howard K. Elcock al Strand, i amb set il·lustracions de Frederic Dorr Steele a Hearst's International. Va ser inclòs a la col·lecció de contes l'arxiu de Sherlock Holmes, que es va publicar al Regne Unit i als Estats Units el juny de 1927.

## Adaptacions

### Ràdio
La història va ser adaptada per Edith Meiser com a episodi de la sèrie de ràdio nord-americana  The Adventures of Sherlock Holmes. L'episodi es va emetre el 2 de febrer de 1931, amb Richard Gordon com Sherlock Holmes i Leigh Lovell com el Dr. Watson.
Meiser també va adaptar la història per a la sèrie de ràdio nord-americana The New Adventures of Sherlock Holmes com a episodi que es va emetre el 27 de novembre de 1939 (com "The Mystery of the Creeping Man"). Una altra dramatització de la història es va emetre el 9 de juliol de 1943. Tots dos episodis van presentar Basil Rathbone com Holmes i Nigel Bruce com Watson. Una adaptació de la història es va emetre el 10 de març de 1947 amb Tom Conway com a Holmes i Bruce com a Watson.
"The Creeping Man" també va ser dramatitzat per a la BBC Radio 4 el 1994 per Robert Forrest com a part de la sèrie de ràdio 1989–1998 protagonitzada per Clive Merrison com Holmes i Michael Williams com Watson. Va comptar amb Robin Ellis com a professor Presbury i Annabel Mullion com Alice Murphy.
El 2010, la història va ser adaptada per a la ràdio com a episodi de The Classic Adventures of Sherlock Holmes, una sèrie del programa de ràdio nord-americà Imagination Theatre, amb John Patrick Lowrie com a Holmes i Lawrence Albert com a Watson.

### Televisió
La història es va dramatitzar l'any 1991 a la sèrie realitzada per Granada TV, protagonitzada per Jeremy Brett com Holmes i Edward Hardwicke com Watson. L'adaptació és relativament fidel a la trama, però inclou una subtrama que involucra a l'inspector Lestrade investigant el robatori de diversos primats dels zoològics de Londres: Holmes va revelar que aquests són les fonts de les quals Dorak obté el seu sèrum.
Un episodi de 2001 de la sèrie de televisió animada Sherlock Holmes al segle XXII es va adaptar de la història.